# Clima polar

El clima polar es un clima muy frío característico de las zonas polares y las de gran altura, donde puede predominar una vegetación muy escasa llamada tundra o ser de nieves perpetuas. También se denomina clima hekistotérmico. Es común que se encuentre en zonas glaciares o cercanas al círculo polar. Se trata de un clima extremo y uno de los más deshabitados del mundo. Se origina debido a su lejanía a la línea ecuatorial, causando que la radiación solar que llega a estos lugares sea mínima, ocasionando un frío casi permanente.
Por lo general son climas muy secos, donde la principal fuente hídrica está en la nieve y el hielo, así como lagos y lagunas congeladas.
En Sudamérica se desarrolla en la alta montaña de la cordillera de los Andes, como se ve en la región de la Puna y en la cordillera de la Patagonia, cerca de los países aledaños como es Chile y Argentina los meses más cálidos no superan los 8 °C, pudiendo bajar hasta los -50 °C en los meses más fríos.
No debe confundirse con el piso térmico frío, principalmente de la zona intertropical donde comúnmente se le suele denominar como "clima frío" a regiones con 10° a 14° de temperatura (encajando estas en categoría C de la clasificación de Koppen). De acuerdo con la clasificación climática de Köppen, al clima polar o nevado se le asigna la letra E y se define como aquellas regiones donde ningún mes posee una temperatura promedio superior a 10 °C. Se subdivide en: 
- Clima de tundra ET, en las regiones polares con ecosistemas de tundra, en donde la media del mes más cálido está entre 0 °C y 10 °C.
- Clima gélido o glacial EF, en las regiones con congelación permanente, en donde la media del mes más cálido es inferior a 0 °C.
- Clima de alta montaña H, en las regiones de clima polar de altura. Puede tratarse a su vez del clima alpino ETH o deL clima nival EFH. Está localizado en cordilleras de las zonas templadas o en la zona intertropical.

## Ubicación
El clima polar es muy común en el norte, con las ubicaciones en el circulo ártico, incluyendo el norte de los países escandinavas, Rusia, Canada, Groenlandia y el estado del Alaska de EEUU.  En el sur, el clima polar sólo está en la Antártida y los regiones más al sur de Chile y Argentina. 

## Vegetación
La ausencia de vegetación en el clima polar hace que sea una zona casi inhabitable por las condiciones extremas. Mientras que en la tundra puede haber formaciones arbóreas muy débiles o casi que exclusivamente pastos y vegetación herbácea, con un subsuelo casi helado, muy difícil para la agricultura.